# Christian Thum
Christian Thum, även stavat von Thum, Thumb, Theun och Thun, död 1655, var en tysk skådespelare verksam i Sverige. Han tillhör de allra första yrkesaktörerna verksamma i Sverige, grundade Sveriges troligen första fasta teater, och var ledare för hovteatern 1628-1645. 
Thum tillhörde de första dokumenterade professionella skådespelare verksamma i Sverige. Mellan det engelska sällskap som uppträdde hos hertig Karl i Nyköping 1591 och Thums verksamhetstid, kan man endast belägga Simon Danenfels från Strassburg, som i februari 1624 uppträdde i Göteborg, och som troligen var en underhållare av annat slag än skådespeleri.  
Christian Thum uppgav att han hade varit verksam i Sverige sedan 1615, men han finns bekräftad först augusti 1624, när han avlade borgareden i Kalmar. Han kom ursprungligen från Tyskland, men var är okänt. Våren 1628 uppförde Thum ett skådespel för Maria Eleonora på Stockholm slott. Han tycks därefter ha varit verksam som aktör vid Maria Eleonoras hov fram till 1637, även om denna verksamhet inte är närmare känd. 1637 var han bosatt i Stockholm och hade då överförts till drottning Kristinas hov. Han är då bekräftad som kunglig hovkomediant och direktör för hovteatern, som förmyndarregeringen ansåg vara ett nyttigt pedagogiskt inslag i uppfostringen av drottning Kristina. Från 1637 och framåt uppträdde kringresande utländska underhållare inför Stockholms allmänhet i stora gillestugusalen i gillestugan vid Själagårdsgatan, varav den första kända var det som tillhörde Hans Jacobsson Wijgant, som troligen visade dockteater, men Thum tycks dock ha haft monopol på teaterföreställningar, i varje fall vid hovet.  
Thums teaterverksamhet vid hovet är fragmentariskt känd. Det framgår inte riktigt vad som spelades, på vilket språk och om han framförde tysk eller engelsk teater. Det anses troligt att han spelade engelsk teater: den tyska teaterkonsten var ännu inte utvecklad under denna tid och engelska teatersällskap dominerade i Tyskland, varifrån han kom, fram till trettioåriga krigets slut, även om de vid denna tid ofta spelade på tyska språket. Hovteatern uppträdde på tillfälligt uppbyggda scener på slotten, och avlönades av hovstaten. Det finns få uppgifter om medlemmarna i Thums teatersällskap. Aktörerna var alla män och antas ha rekryterats bland Stockholms hantverkare, då det sedan gammalt fanns en tradition med skådespel inom hantverkargillena. En enskild kringresande komediant, den annars okända David Canitius, är den enda aktören vars namn man känner till. Det tros också att en del av aktörerna tillhörde Hovkapellet: Simon Rudolph, som spelade basun i Hovkapellet, var enligt uppgift avlönad som skådespelare vid hovet vid sidan av sin tjänst som musiker. 
Thum, som beskrivs som välbärgad, köpte 1637 Björngården på Södermalm, där han drev värdshusverksamhet. Den 15 augusti 1640 fick Thum statligt bidrag att grunda ett "Commedi-huuss", Björngårdsteatern. Det är dock inte känt vilken teaterverksamhet som bedrevs där.     
Christian Thums sista föreställning vid hovet tycks ha ägt rum 1645. Våren 1648 uppträdde åtminstone tre utländska teatersällskap inför allmänheten i Stockholm, och i fortsättningen blev engelska, tyska, holländska och även italienska sällskap vanliga, och Thums teaterrprivilegieum i Stockholm bör då alltså ha varit upphävt. 1649 var en Christian Thum verksam som ansvarig för scendekorationer vid Antoine de Beaulieus hovbaletter. Detta var dock troligen en av Thums söner med samma namn: Christian Thum d. y, som föddes i Kalmar 1625 och 1664 är bekräftad som kulissmålare vid en hovbalett.  